# Louis Balbach
Louis James Balbach (* 23. Mai 1896 in San José, Kalifornien; † 11. Oktober 1943 in Portland, Oregon) war ein US-amerikanischer Wasserspringer.

## Erfolge
Louis Balbach startete bei den Olympischen Spielen 1920 in Antwerpen in zwei Wettbewerben. Im Turmspringen belegte er mit 424,00 Punkten den sechsten Platz, während er es im Kunstspringen auf die Podestplätze schaffte. Mit 649,50 Punkten wurde er hinter seinen Landsmännern Louis Kuehn und Clarence Pinkston Dritter und gewann somit die Bronzemedaille. Bereits 1915 hatte er die Wettkämpfe im Wasserspringen im Rahmen der Panama-Pacific International Exposition in San Francisco gewonnen.
Er studierte an der Columbia University, für die er auch im College-Sport aktiv war, und arbeitete ab Mitte der 1920er Jahre als Rechtsanwalt in Portland. Zu den Ausscheidungswettkämpfen für die Olympischen Spiele 1924 und 1928 trat Balbach jeweils an, ohne sich jedoch zu qualifizieren.